# Peru
Peru (španjolski Perú) je država u zapadnom dijelu Južne Amerike koja graniči s Ekvadorom na sjeverozapadu, Kolumbijom na sjeveru, Brazilom na istoku, Bolivijom na istoku i jugu, Čileom na jugu, i s Tihim oceanom na zapadu. U Srednjem vijeku Peru je bio središte čuvenog Carstva Inka.

## Povijest
Tijekom srednjeg vijeka, Peru je bio središte starog američkog carstva Inka. Njihov glavni grad Cuzco je i dan danas veliki grad, s otprilike 300.000 stanovnika. O bogatstvu Inka je čuo i španjolski istraživač Francisco Pizarro, koji je 1531. godine stigao na zemlju koja je danas dio Perua. Oslabljeni poslije nedavnog građanskog rata, Inke su izgubili rat s moćnijim Španjolcima, i Carstvo Inka pada 1541. godine.
Za sljedećih 300 godina Peru je jedna od najvažnijih kolonija Španjolskog carstva. Glavni grad Lima brzo postaje najvažniji grad u južnoj Americi. Staro domaće stanovništvo se drastično smanjilo u ovom razdoblju. S 12.000.000 stanovnika pri kraju vladavine Inka, 45 godina kasnije Peru ima malo više od 1.000.000 ljudi. Ni politika kolonije Peru nije stabilna pa je sam Pizzaro 1541. godine bio ubijen. Ipak zlato i srebro s Anda bogati Španjolsko carstvo, i Peru ostaje vrlo važna kolonija.
Peru dobiva neovisnost od Španjolske godine 1821. Uz pomoć susjednih zemalja i ljudi kao što su Simón Bolivar, španjolski su zemljovlasnici konačno protjerani pri kraju 1824. godine poslije bitke kod grada Ayacucho. Ropstvo je ukinuto 1854. godine. Španjolska konačno prihvaća nezavisnost Perua 1879. godine. Nakon rata za neovisnost slijedi rat s Ekvadorom oko međusobnih granica, koje će se tek utvrditi 1999.
Od 1945. do 1980. vojska vlada Peruom. Drugom polovicom dvadesetog stoljeća u Peruu postoji značajan terorizam i veliki problemi s drogom. Vlada predsjednika Perua Alejandra Toleda je imala nekoliko velikih kriza, poput terorističkih napada grupe Sendero Luminoso (Osvjetljeni Put) u 2003. godini. Nakon kraja vojne vlasti predsjednik služi prvi mandat i gotovo dovodi Peru na rub bankrota. Od 1990. do 2000. Peruom je autoritarno vladao Alberto Fujimori.

## Politika
Peru je republika. Svi stariji od 18 godina imaju glasačko pravo. Predsjednički se izbori održavaju svakih 5 godina, a nitko ne može biti izabran više od dva puta. Svaki predsjednik ima dva potpredsjednika. Vijeće Ministara mora provjeriti svaki zakon koji predsjednik predloži parlamentu. Parlament (ili Kongres) ima 120 članova. Glavni sud se nalazi u Limi i ima 16 članova.
Trenutna predsjednica Perua je Dina Boluarte.

## Vanjska politika
Peru je bio je članicom Andske grupe zemalja do 1995.

## Političke podjele
Peru je podijeljen na 26 regija (španj. Regiones, jed. Región). Od toga su 24 regije podijeljene na pokrajine (španj. Provincias, jed. Provincia), koje se opet dijele na okruge (španj. Distritos, jed. Distrito), dok su regije Lima Metropolitana i Callao podijeljene samo na okruge. Ukupno se regije Perua dijele na 194 pokrajine i 1.821 okruga. 

Regije Perua:
Amazonas (Chachapoyas), 
Ancash (Huaraz),
Apurímac (Abancay),
Arequipa, (Arequipa),
Ayacucho (Ayacucho),
Cajamarca (Cajamarca),
Callao (regija) (Callao),
Cusco (Cusco),
Huancavelica (Huancavelica),
Huánuco (Huánuco),
Ica (Ica),
Junín (Huancayo), 
La Libertad (Trujillo),
Lambayeque (Chiclayo),
Lima Metropolitana (Lima),
Lima Provincias (Huacho),
Loreto (Iquitos),
Madre de Dios (Puerto Maldonado),
Moquegua (Moquegua),
Pasco (Cerro de Pasco)
Piura (Piura),
Puno (Puno),
San Martín (Moyobamba),
Tacna (Tacna),
Tumbes (Tumbes),
Ucayali (Pucallpa)

## Zemljopis
Peru se nalazi u Južnoj Americi i graniči s Tihim Oceanom, Čileom, Ekvadorom, Kolumbijom, Brazilom i Bolivijom. Najduža granica je s Brazilom (1560 kilometara), a najkraća je s Čileom (160 kilometara).
Ukupno Peru ima područje od 1.285.220 km², od čega 1,28 milijuna km² je zemlja, a 5.220 km² voda.
Zapadna primorska polja (Costa) su odvojena od istočne nizine blizu rijeke Amazone (Selva). Između njih su visoke Ande (Sierra). Na granici s Bolivijom je jezero Titicaca, koje se nalazi na nadmorskoj visini od 3821 metra.

## Gospodarstvo
Privatizacija ekonomije Perua dogodila se devedesetih godina, naročito u industriji telekomunikacije, rudarstva, i struje. Od 1994. do 1997. ekonomija Perua je napredovala od stanja iz ranih devedesetih godina, ali od 1998. je značajno oslabila. Za ovo je krivo stanje ekonomije u Aziji, nestabilnost u Brazilu, i El Niño.
Važne industrije u Peruu su ribarstvo, automobilska industrija, proizvodnja željeza i brodogradnja.

## Stanovništvo
Peru po popisu iz 2002. ima 27.925.628 stanovnika. Od njih 35% je mlađe od 14 godina, 61% između 15 i 64 godina stari, a 4% su stariji od 65 godina. Stanovništvo Perua raste 1,75% godišnje.
45% stanovništva Perua su Indijanci, 37% mestici (mješoviti bijelci i Indijanci), 15% bijelci, a crnci, Japanci, Kinezi i ostali čine 3%. Glavna grupa indijanaca su Quechua, glavna etnička grupa od starog carstva naroda Inka. Službeni jezici su španjolski i Quechua. 81% stanovništva su katolici. 88,7% stanovništva zna pisati i čitati. 3.750.492 peruanska državljana govore nekim od indijanskih jezika kao materinskim (35% od ukupnog stanovništva), a najrasprostranjeniji su kečuanski (3.177.938) i ajmarski (440.380).
Indijanci pripadaju raznim skupinama među kojima su najbrojniji pripadnici jezičnih porodica Aymaran i Quechuan. Ostale grupe su: Achual, Aguano, Aguaruna, Amahuaca, Amarakaeri  (podgrupe: Kochimberi, Küpondirideri, Wíntaperi, Wakitaneri, Kisambaeri, Kareneri), Amuesha, Andoa, Arabela, Atsahuaca, Auishiri (Abishira), Aushiri, Aymara (Colla), Bora, Cacataibo, Cachomashiri, Cahuapana (Ataguate), Cahuarano, Campa, Candoshi, Capanahua, Cashibo, Cashinahua, Cauqui, Chama, Chamicura, Chayahuita, Chimú (Quingnam), Cholon, Cocama, Cocamilla, Cogapacori, Conibo, Cujareño (Mashco Piro), Culina, Culli (Huamachuco), Guarayo, Hibito, Huachipaeri (Sapiteri, Toyuneri, Arasairi, Manuquiari), Huambisa, Huitoto, Ikito, Inapari, Isconahua, Jebero, Machiguenga, Maracana Indijanci, Matsés (Mayoruna), Morunahua, Muinane, Muniche, Nocaman, Nomatsiguenga, Oa, Ocaina, Omagua, Omurano (Humurana, Roamaina), Orejón, Panobo, Patagón, Piro, Pisabo, Quechua (Chachapoya, Quechua del Pastaza y del Tigre ),, Remo, Resígaro, Secoya, Sensi, Shapra,  Sharanahua, Taushiro, Tucuna, Urarina (Itucale), Shipibo, Yagua, Yameo, Yaminahua, Yora, Záparo.
U Peruu živi i mala hrvatska zajednica, oko 5 tisuća pripadnika četiri generacije, od toga su četiri petine u gl. gradu Limi. Okupljeni su u dva kluba: Hrvatski klub "Dubrovnik", koji su osnovali ekonomski emigranti na početku 20. stoljeća i koji se nalazi u elitnom dijelu grada Jesus Maria u predivnoj kolonijalnoj vili, te Hrvatski klub "Jadran", koji se nalazi u limskom prigradskom naselju Santa Clara. Taj su klub utemeljili politički emigranti koji su došli u Peru nakon Drugoga svjetskog rata. U Limi se nalazi i Hrvatska katolička misija, sa sjedištem u crkvi sv. Leopolda Bogdana Mandića. Crkva se nalazi u četvrti San Borja, a Hrvate pastorizira monsinjor Drago Balvanović. U Klubu "Dubrovnik" nalazi se i počasni konzulat Republike Hrvatske. U ostalim peruanskim gradovima (npr. Arequipa, Huanuco, Trujillo) također ima Hrvata i potomaka Hrvata. U limskom predgrađu Puente Piedra nalazi se samostan korčulanskih sestara Kćeri Milosrđa. U samostanu trenutačno ne živi niti jedna Hrvatica, već samo peruanske časne sestre ovoga izvornoga hrvatskoga reda. Središnja je proslava Hrvata u Peruu Festa svetoga Vlaha koja se slavi 3. veljače.

## Kultura
Kultura Perua je kombinacija Španjolske kulture i kulture Indijanaca. Čak i prije Inka Carstva, Peru je bio center umjetnosti na južnoameričkom kontinentu. Kulture indijanaca poput Chavin, Paracas, Wari, Nazca, Chimu i Tiahuanaco su se davno bavili umjetnošću, poput izrade kipova i nakita. U carstvu Inka, ove tradicije su se nastavile ali zajedno s uspjesima u Arhitekturi, poput gradovima Maču Piču i Cuzco. U dvadesetom stoljeću pokret "indigenismo" je vratio interes u staru indijansku kulturu. Danas Peru umjetnici, pisci, i intelektualci sudjeluju u raznim međunarodnim pokretima i stilovima.
Državna Krilatica: Libertad y Orden (Španjolski; "Sloboda i red")
- Mario Vargas Llosa, peruanski pisac, jedan od vodećih romanopisaca i esejista u Latinskoj Americi.

### Drevni narodi peruanske obale prije Inka
U doba prije Inka na obalama Perua stanovništvo je živjelo poglavito po dolinama. Nadolazeći Inke cijeli obalni pojas Perua nazvali su Yungas. Nazivi imena ovih skupina nisu najzadovoljavajući, ali u stručnim literaturama su poznati po njima, to su (Tello, 1942):
- Tumbez u dolini Tumbes
- Tallán u dolinama Chira and Piura.
- Chimu, u dolinama Leche, Lambayeque, Saña, i Jequetepeque
- Muchik (Mochica), u dolinama Chicama i Viru.
- Huayla ili Wayla–Yunga u dolinama Santa, Nepeña, Casma, Huarmey, Paramonga, i Pativilca
- Yauyo, doline Huaura, Pacasmayo (Chancay), Rimac, Lurin, Mala, i Huarco
- Chukurpu (Chocorvo) doline Chincha, Pisco, i Ica
- Rucana, dolina Nazca.

## Vanjske poveznice
- Mape Perua (Perry-Castañeda Library Map Collection)
- Matica iseljenika  Arhivirana inačica izvorne stranice od 18. siječnja 2012. (Wayback Machine) Španjolska Croatica u Argentini, Venezueli, Peruu i Urugvaju